# Döbrököz
Döbrököz (vyslovováno [debrekez]) je obec v Maďarsku v župě Tolna, spadající pod okres Dombóvár. Nachází se asi 5 km severovýchodně od Dombóváru. V roce 2015 zde žilo 1 946 obyvatel. Dle údajů z roku 2011 tvoří 88,4 % obyvatelstva Maďaři, 6,1 % Romové, 3 % Němci a 0,2 % Rumuni.
Döbröközem prochází řeka Kapos. Sousedními vesnicemi jsou Dalmand, Kocsola a Kurd, sousedním městem Dombóvár.